# Secundaire depressie

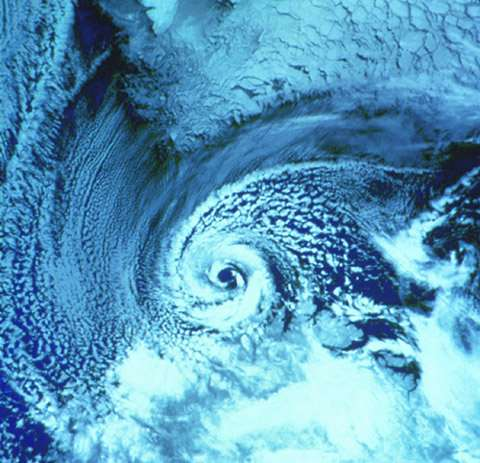
Een polar low boven de Barentszzee.

Een secundaire depressie is een kleiner afzonderlijk lagedrukgebied dat zich ontwikkelt binnen de invloedssfeer van grotere depressies en beweegt zich langs de rand daarvan. Ze komen vaak voor aan de achterzijde van de grotere depressie. Voorbeelden zijn warmtefrontgolven, polar lows en koudeputten.